# Copestylum dispar
Copestylum dispar är en tvåvingeart som först beskrevs av Macquart 1846.  Copestylum dispar ingår i släktet Copestylum och familjen blomflugor. Inga underarter finns listade i Catalogue of Life.